# Melchor de la Nava
Melchor de la Nava y Moreno (Torremilano, Córdoba, 1643-Cuzco, 2 de febrero de 1714), sacerdote español que ejerció altos cargos académicos y eclesiásticos en el Virreinato del Perú. Dos veces rector de la Universidad de San Marcos y Obispo del Cuzco.

## Biografía
Inició sus estudios en el Real Colegio de San Martín (1663), los continuó luego en el Seminario de Santo Toribio, donde recibió las sagradas órdenes. En la Universidad de San Marcos obtuvo el grado de Doctor en Teología, pasando a ejercer su ministerio en parroquias de "entrada", y luego en la Catedral de Arequipa, de la cual fue promovido a la de Lima como cura rector.
Nombrado Calificador del Santo Oficio e incorporado al Cabildo Metropolitano de Lima como Canónigo Penitenciario (1688), ascendió a las dignidades de tesorero (1704) y chantre (1708). Durante esta época ejerció el rectorado de la Universidad, en dos periodos.
Designado Obispo del Cuzco (8 de mayo de 1710), se trasladó a su sede antes de ser consagrado canónicamente, por carecer todavía de las bulas respectivas, tomando posesión efectiva el 21 de noviembre de 1711. Se distinguió por su piedad y la predicación de la fe entre los indígenas y los humildes. Al morir, se comprobó que llevaba cilicios en la cintura, los brazos y los muslos. Fue enterrado en la Iglesia del Carmen del Cuzco.
| Predecesor: Bartolomé Romero González de Villalobos | Rector de la Universidad de San Marcos 1704 – 1707 | Sucesor: Isidoro de Olmedo y Sosa |
| Predecesor: Isidoro de Olmedo y Sosa                | Rector de la Universidad de San Marcos 1709 – 1711 | Sucesor: Juan Vergara y Pardo     |
| Predecesor: Juan González de Santiago               | Obispo del Cuzco 1712 – 1714                       | Sucesor: Gabriel de Aguirre       |